# Quay phim

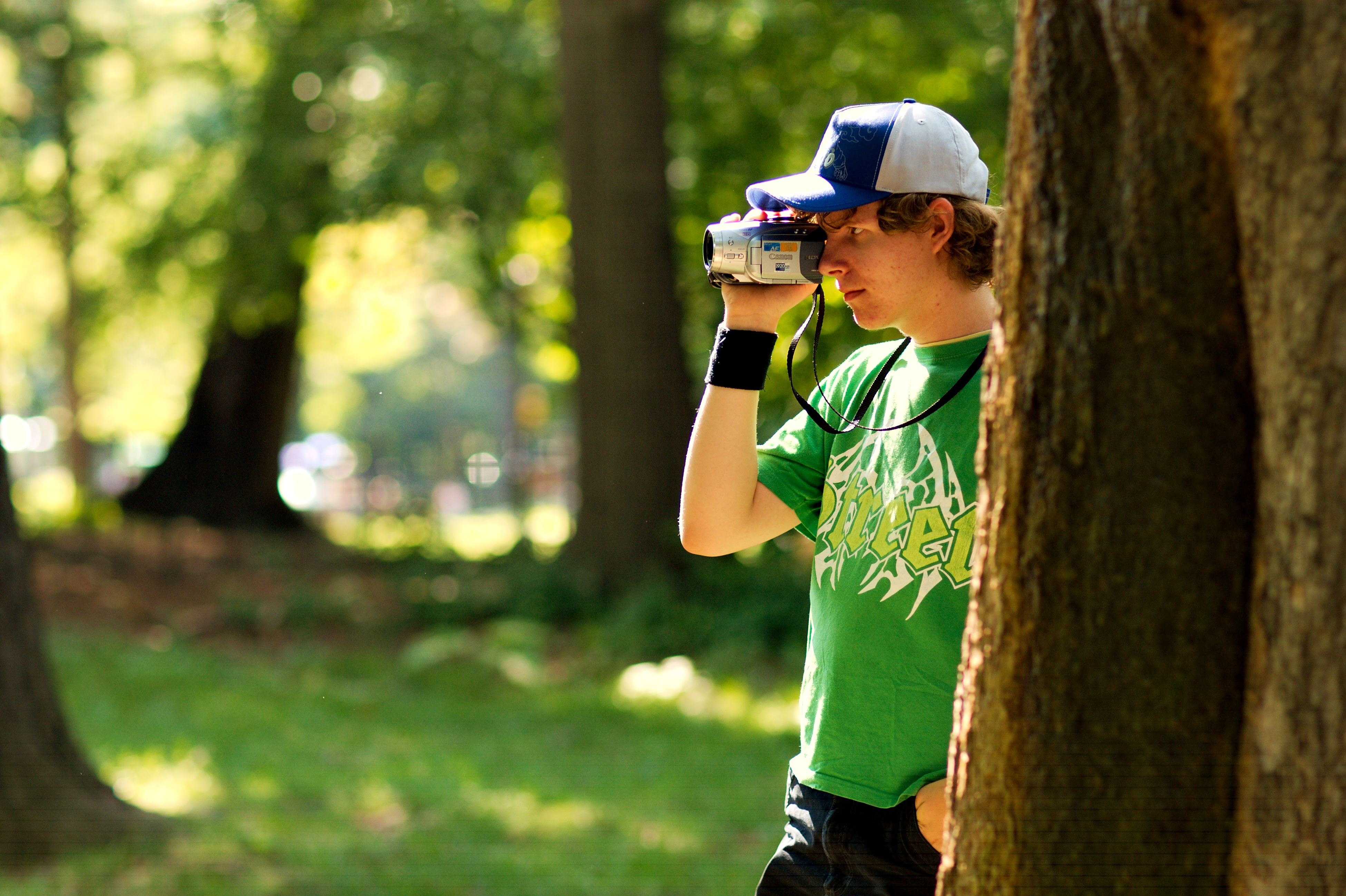
Ví dụ về một người quay video

Quay phim hay quay video là quá trình thu thập những hình ảnh động vào trong một phương tiện truyền thông điện tử (ví dụ như: băng video, ghi trực tiếp ra đĩa hoặc lưu trữ bằng chất bán dẫn) và thậm chí lên cả phương tiện truyền phát trực tiếp. Thuật ngữ này bao gồm các phương pháp ghi hình và sản xuất hậu kỳ.